# Eublemma margaritae
Eublemma margaritae là một loài bướm đêm trong họ Erebidae.